# Medford (Wisconsin)
Medford – miasto w Stanach Zjednoczonych, w stanie Wisconsin, siedziba administracyjna hrabstwa Taylor.